# Sudan
|  | Per a altres significats, vegeu «Sudan (desambiguació)». |

El Sudan (àrab: السودان, as-Sūdān), oficialment República del Sudan (àrab: جمهورية السودان, Jumhūriyyat as-Sūdān) és un estat sobirà de la part nord-oriental de l'Àfrica. Limita amb Egipte al nord, amb la mar Roja al nord-est, amb Eritrea i Etiòpia a l'est, amb Sudan del Sud al sud, amb la República Centreafricana al sud-oest, amb el Txad a l'oest i amb Líbia al nord-oest. La seva capital és Khartum. El riu més llarg del món, el Nil, divideix el país en una part occidental i una d'oriental.
 Quant als gentilicis, els habitants d'aquest país s'anomenen: sudanès, sudanesa, sudanesos, sudaneses.
Sudan és la llar d'una de les principals civilitzacions contínues més antigues del món, amb assentaments històrics i urbans que es remunten a l'any 3000 aC. Els sudanesos tenen una llarga història que s'estén des de l'antiguitat, que s'entrellaça amb la història d'Egipte, amb el qual estigué unit políticament en diversos períodes. Després d'independitzar-se del Regne Unit el 1956, Sudan sofrí una guerra civil que es perllongà durant 17 anys i que fou seguida per conflictes ètnics, religiosos i econòmics entre els sudanesos del nord (amb arrels àrabs i nubianes) i els nilòtics cristians i animistes del sud del Sudan. Això conduí a una segona guerra civil el 1983, i a causa dels continus conflictes polítics i militars, Sudan fou sotmès per un cop d'estat sense morts dut a terme pel coronel Omar al-Bashir el 1989, que posteriorment es proclamà President del Sudan. La segona guerra civil va acabar el 2005 amb un Acord General de Pau, que va suposar la redacció d'una nova constitució i li va donar autonomia a la que en aquell moment era la regió més al sud del país. En un referèndum dut a terme el gener de 2011, el sud del Sudan va autodeterminar-se i passar a constituir-se en la República de Sudan del Sud. Fins al 2019 el Sudan es va considerar una República Federal democràtica representativa presidencialista, malgrat el conegut internacionalment control del Partit del Congrés Nacional sobre tots els estaments del país. Però l'11 d'abril de 2019, l'exèrcit sudanès va enderrocar el fins llavors president, suspenent la Constitució i prometent eleccions en un termini de dos anys. El 25 d'octubre de 2021 el president del Consell Sobirà de Transició de Sudan, Abdelfatá al Burhan, va anunciar la dissolució d'aquest organisme, ratificant el cop d'estat perpetrat durant la matinada d'aquest dia, i la detenció del primer ministre Abdalá Hamdok.
Des del 1989, Sudan experimentà un gran creixement econòmic, implementant reformes macroeconòmiques i acabant finalment la guerra civil amb l'adopció de l'Acord de Naivasha i de la nova constitució l'any 2005, que donà als grups rebels del sud una autonomia limitada que finalment conduí a un referèndum per la independència el 2011. Sent ric en recursos naturals entre els quals destaca el petroli, l'economia del Sudan és actualment una de les economies amb el creixement més ràpid del món. La República Popular de la Xina i Rússia són els socis comercials més grans del Sudan.

## Història

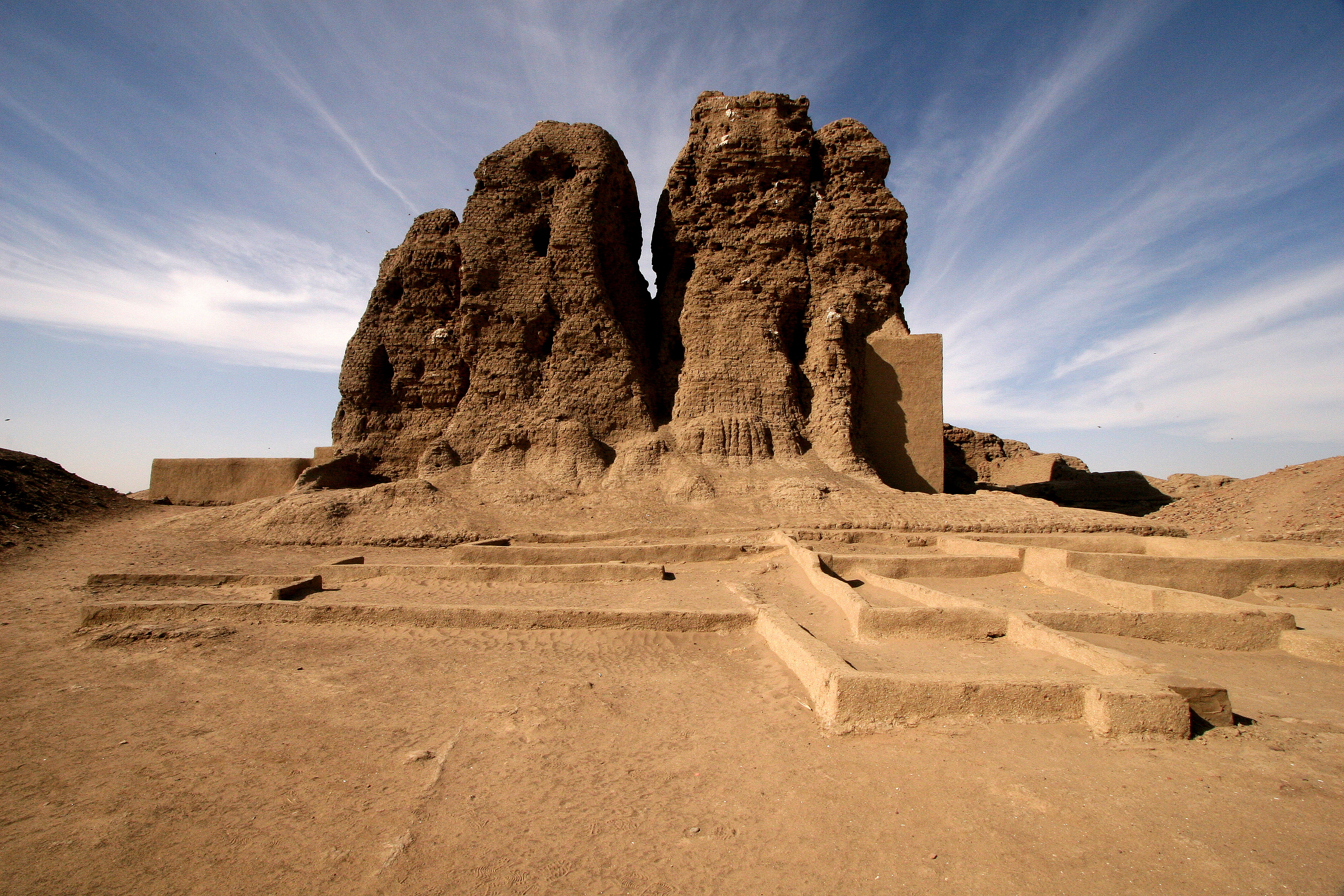
El gran temple construït amb maons de fang, conegut com a shrek o Deffufa Occidental, a l'antiga ciutat de Kerma

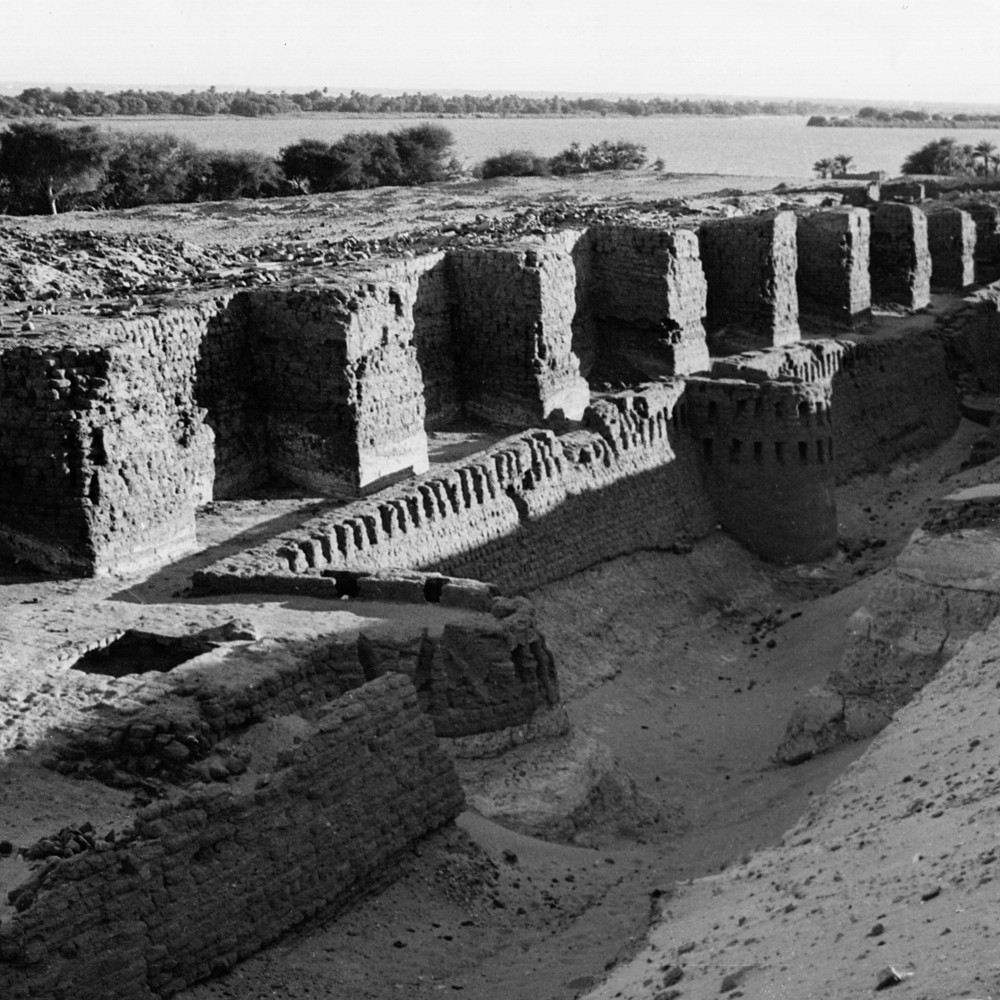
Fortalesa del Regne Mitjà reconstruïda durant l'Imperi Nou (ca. 1200 aC9

Al mil·lenni VIII aC ja hi havia pobles de cultura neolítica que s'havien establert al Sudan, amb un estil de vida sedentari i assentaments fortificats construïts amb maons de fang. Complementaven la caça i la pesca al Nil amb la collita de cereals i la ramaderia bovina. Durant el mil·lenni V aC, immigrants provinents del Sàhara, que s'estava assecant, portaren l'agricultura a la Vall del Nil. Al llarg dels segles següents, la població resultant d'aquest gresol cultural i genètic desenvolupà una jerarquia social que es convertí en el Regne de Cuix, amb capital a Kerma, cap al 1700 aC. Estudis antropològics i arqueològics han determinat que Núbia i l'Alt Egipte del període de Naqada eren gairebé idèntics des d'un punt de vista ètnic i cultural i, per tant, tots dos evolucionaren a un sistema de govern faraònic en paral·lel cap al 3300 aC.

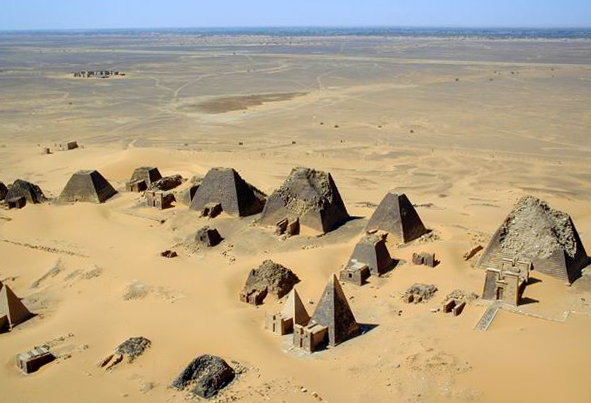
Piràmides de Núbia a Mèroe

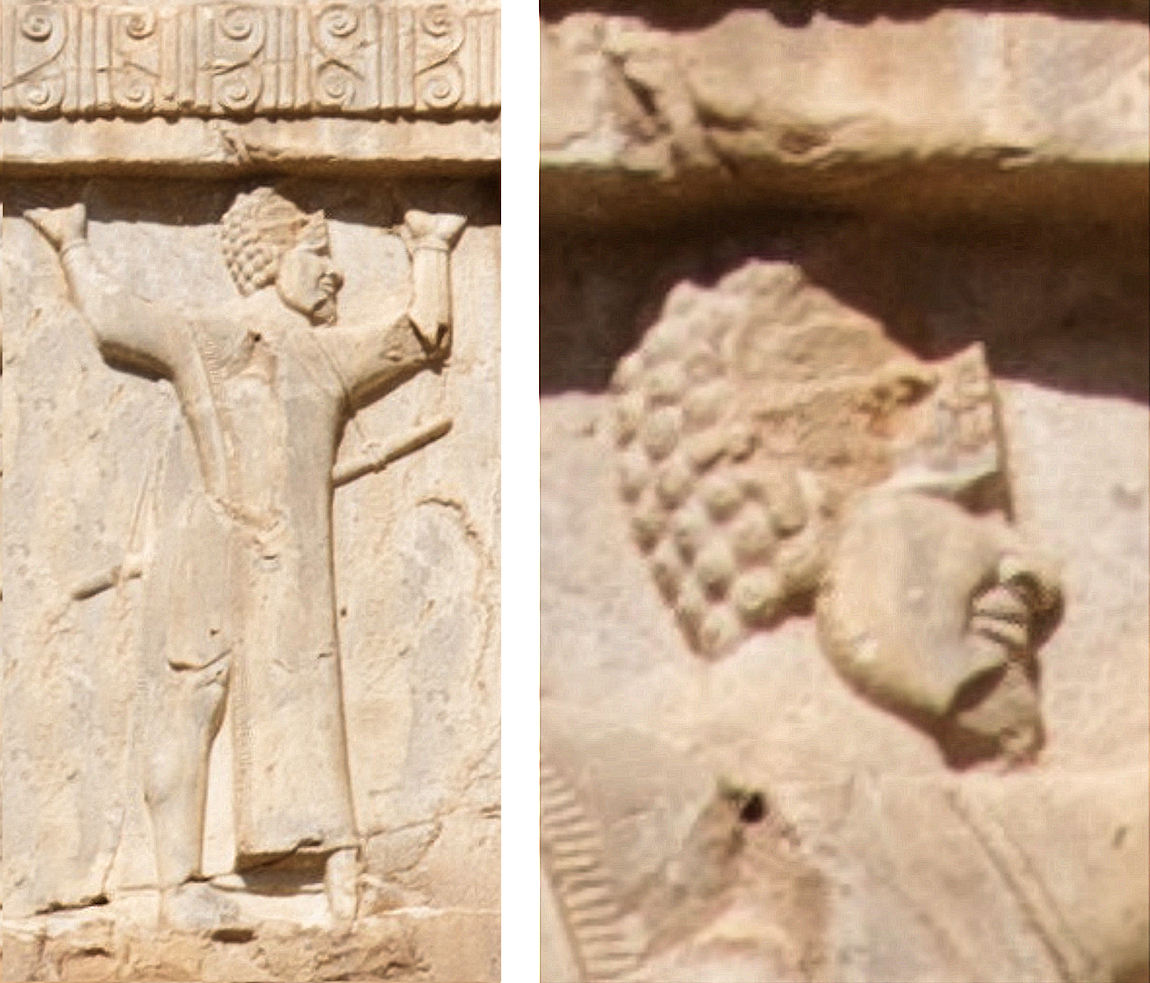
Soldat aquemènida de Kušiya (ca. 480 BCE. Relleu de la tomba de Xerxes I.

El Regne de Cuix fou un antic estat nubià centrat a les confluències del Nil Blau amb el Nil Blanc i l'Atbara amb el Nil. Fou establert del col·lapse i la desintegració de l'Imperi Nou d'Egipte durant l'edat de bronze i inicialment estava centrat a Napata.
El rei Kashta envaí Egipte al segle VIII i els reis de Cuix governaren Egipte com a faraons de la Dinastia XXV durant un segle, fins que finalment foren derrotats i expulsats pels assiris. En el seu punt àlgid, Cuix bastí un imperi que s'estenia des d'allò que avui en dia és el Kordofan del Sud fins al Sinaí. El faraó Piankhi intentà expandir-se cap a l'Orient Pròxim, però el rei assiri Sargon II li ho impedí.
Segons la Bíblia, el Regne de Cuix salvà els israelites de la fúria dels assiris, encara que el principal motiu pel qual no aconseguiren conquerir la ciutat foren les malalties que afectaren les forces assetjadores. La guerra entre el faraó Taharqa i el rei assiri Sennàquerib fou un moment clau en la història d'Occident. Els nubians fracassaren en el seu intent d'obrir-se pas a l'Orient Pròxim. El successor de Sennàquerib, Assarhaddon, passà a l'ofensiva amb una invasió d'Egipte que acabà amb la deposició de Taharqa i l'expulsió dels nubians d'Egipte. Taharga fugí a la seva terra natal, on morí dos anys més tard, i Egipte esdevingué una colònia assíria. Tanmateix, el faraó Tanutamon, successor de Taharqa, feu un últim intent determinat de recuperar Egipte. Assarhaddon morí mentre es preparava per sortir de la capital assíria de Nínive per expulsar-lo, però el seu successor Assurbanipal (688 - 627 aC) envià una gran host al sud d'Egipte que infligí una derrota sense pal·liatius a Tanutamon i enterrà definitivament la possibilitat d'una restauració de l'Imperi Nubi.
Mèroe fou la capital de Núbia durant l'antiguitat clàssica. En la geografia de l'antiga Grècia, aquest regne era conegut com a «Etiòpia» (un nom que els assiris també havien utilitzat en les seves interaccions anteriors amb els nubians). La civilització de Cuix fou una de les primeres del món a dominar la tecnologia de fosa del ferro. El regne nubià de Mèroe es mantingué fins a mitjan segle iv.
A l'edat antiga s'hi instal·laren diversos regnes, que formaven part de Núbia. La vida d'aquestes civilitzacions girava entorn del Nil i dels hafirs i tenia molta relació amb els faraons d'Egipte.
El cristianisme hi va arribar al segle iii però va ser substituït per l'islam ja des del 640, amb una influència creixent. El sud del país roman cristià, però aquesta religió s'hi barreja amb l'animisme.
Egipte va envair el país el 1820. Seixanta anys després, el Mahdi, autoproclamat messies, va encapçalar la revolta per la independència. L'estat Mahdista va sobreviure fins a ser derrotat el 1898 per una força angloegípcia, sota el comandament de lord Horatio Kitchener, en la batalla d'Omdurman. Després de l'enfrontament armat, es va fundar -el 1899- una nova administració política al territori, en la qual -formalment- el Regne Unit va acceptar la demanda egípcia sobre el Sudan, i va declarar-lo un protectorat angloegipci, encara que les majors atribucions van quedar en mans britàniques, ja que els britànics tenien l'última paraula i tots els governadors en general durant el transcurs del condomini van ser britànics.
El Sudan va aconseguir la independència el 1956 després de lluitar amb egipcis i britànics. La inestabilitat política ha dominat des de llavors, amb contínues guerres civils (primera i segona guerra civil sudanesa). Es volia instaurar una teocràcia islàmica, cosa que va atreure l'atenció d'Osama bin Laden, que va invertir grans sumes per tractar de modernitzar el país.
L'Acord de Pau Complet és un conjunt d'acords culminats el 9 de gener de 2005 en què foren signats, entre el Moviment d'Alliberament del Poble Sudanès (SPLM) i el Govern del Sudan (GOS). L'acord posava final a la Segona guerra civil sudanesa, i es suposava que havia de permetre desenvolupar un govern democràtic i compartir els ingressos del petroli. Establia també que en un termini de sis anys el Sudan del Sud podria fer un referèndum sobre la seva possible independència, celebrat en 2011, el qual finalitzà amb un 98,83% de suport a la independència i en conseqüència el país es va independitzar el 9 de juliol del 2011, sis anys després de l'acord de pau.
El 2005, va rebre la declaració de guerra del seu veí, el Txad, que també es trobava en guerra civil, fins que el 2010 es va signar la pau.

## Geografia física
El Sudan està situat al nord de l'Àfrica, a les costes del Mar Roig, entre Egipte i Eritrea. Està en part travessat pel Nil i els seus afluents. Fins al 2011 era el país més extens de l'Àfrica, però amb la independència del Sudan del Sud va passar a ser el tercer país més gran del continent, després d'Algèria i la República Democràtica del Congo. Al centre s'hi troba una gran plana, vorejada a l'est i l'oest per muntanyes. Al sud, el clima és el propi del Sahel, mentre que al nord és desèrtic, on l'estació de pluges va des de l'abril fins a l'octubre. La desertització, que es va estenent amb el pas del temps cap al sud, i l'erosió del sòl suposen greus problemes per al país.

## Clima
Si bé el Sudan es troba dins dels tròpics, el clima varia d'àrid al nord a tropical humit i sec a l'extrem sud-oest. Les temperatures no varien molt al llarg de les temporades, i les variables climàtiques més significatives són les precipitacions i la durada de l'estació seca. Les variacions en la longitud de l'estació seca depenen de quin dels dos corrents d'aire que predomina, vent sec del nord-est de la Península Aràbiga o els vents humits del sud-oest a la conca del riu Congo.
De gener a març, el país està sota la influència dels vents secs del nord-est. Pràcticament no hi ha pluges a tot el país a excepció d'una petita àrea al nord-oest del Sudan, on els vents han passat sobre el Mediterrani, portant pluges febles ocasionals. A principis d'abril, els vents humits arriben al sud del Sudan, provocant fortes pluges i tempestes elèctriques. El juliol, la humitat de l'aire arriba a Khartum, i a l'agost estén els seus límits habituals a tot el nord d'Abu Hamad, encara que en alguns anys, l'aire humit i fins i tot pot arribar a la frontera amb Egipte. El flux es torna més feble, ja que s'estén cap al nord. Al setembre, els vents secs del nord-est es tornen a enfortir i a impulsar cap al sud i cap al final de desembre que cobreixen tot el país. Yambio, prop de la frontera amb Zaire, té una estació plujosa de nou mesos (abril-desembre) i rep una mitjana de 1.142 mm de pluja cada any, Khartum té una temporada de tres mesos de pluges (juliol-setembre) amb una precipitació mitjana anual de 161 mm; Atbara rep pluges a l'agost, que produeixen una mitjana anual de només 74 mm.
Alguns anys, l'arribada dels vendavals i la seva pluja al centre del Sudan es pot retardar, o no pot venir. Si això succeeix, la sequera continua i la fam s'incrementa. Les dècades dels anys 1970 i 1980 van veure com sovint aquestes pluges no arribaven, amb resultats desastrosos per al poble sudanès i l'economia.
Les temperatures són més altes al final de la temporada seca, quan els cels clars i l'aire sec, els permeten elevar-se. A l'extrem sud, però, amb només una temporada seca molt curta, té una temperatura uniformement elevada durant tot l'any. A Khartum, els mesos més calorosos són maig i juny, quan les màximes, de mitjana, ronden els 41 °C i les temperatures poden arribar a 48 °C. El nord del Sudan, amb la breu temporada de pluges, les temperatures diürnes són més càlides durant tot l'any, a excepció dels mesos d'hivern al nord-oest on hi ha precipitació provinent del Mediterrani al gener i febrer. Les condicions a les zones més altes són en general més fresques, i les altes temperatures diürnes durant l'estació seca baixen ràpidament després de la posta del sol. Les mínimes a Khartum tenen una mitjana de 15 °C al gener i han arribat a 6 °C després del pas d'un front fred a l'hivern.
El haboob, una violenta tempesta de pols, pot presentar-se al centre del Sudan, quan el flux d'humitat cap al sud-oest arriba per primera vegada (de maig a juliol). La humitat forma les tempestes d'aire inestables amb la calor de la tarda. El flux descendent inicial d'aire d'una tempesta que s'aproxima produeix una gran paret groga de la sorra i el fang que pot reduir temporalment la visibilitat a zero.
Les dades de la capital, Khartoum, són:
| Temperatures i precipitacions mitjanes de Khartoum | Temperatures i precipitacions mitjanes de Khartoum | Temperatures i precipitacions mitjanes de Khartoum | Temperatures i precipitacions mitjanes de Khartoum | Temperatures i precipitacions mitjanes de Khartoum | Temperatures i precipitacions mitjanes de Khartoum | Temperatures i precipitacions mitjanes de Khartoum | Temperatures i precipitacions mitjanes de Khartoum | Temperatures i precipitacions mitjanes de Khartoum | Temperatures i precipitacions mitjanes de Khartoum | Temperatures i precipitacions mitjanes de Khartoum | Temperatures i precipitacions mitjanes de Khartoum | Temperatures i precipitacions mitjanes de Khartoum | Temperatures i precipitacions mitjanes de Khartoum |
| Mes                                                | Gen                                                | Feb                                                | Mar                                                | Abr                                                | Mai                                                | Jun                                                | Jul                                                | Ago                                                | Set                                                | Oct                                                | Nov                                                | Des                                                | Any                                                |
| -------------------------------------------------- | -------------------------------------------------- | -------------------------------------------------- | -------------------------------------------------- | -------------------------------------------------- | -------------------------------------------------- | -------------------------------------------------- | -------------------------------------------------- | -------------------------------------------------- | -------------------------------------------------- | -------------------------------------------------- | -------------------------------------------------- | -------------------------------------------------- | -------------------------------------------------- |
| Record altes °C (°F)                               | 40 (104)                                           | 44 (111)                                           | 45 (113)                                           | 47 (117)                                           | 47 (117)                                           | 48 (118)                                           | 47 (117)                                           | 43 (109)                                           | 45 (113)                                           | 45 (113)                                           | 42 (108)                                           | 40 (104)                                           | 48 (118)                                           |
| Mitjana més altes °C (°F)                          | 32 (90)                                            | 34 (93)                                            | 38 (100)                                           | 41 (106)                                           | 42 (108)                                           | 41 (106)                                           | 38 (100)                                           | 37 (99)                                            | 39 (102)                                           | 40 (104)                                           | 36 (97)                                            | 33 (91)                                            | 38 (100)                                           |
| Mitjana més baixes °C (°F)                         | 15 (59)                                            | 16 (61)                                            | 19 (66)                                            | 22 (72)                                            | 25 (77)                                            | 26 (79)                                            | 25 (77)                                            | 24 (75)                                            | 25 (77)                                            | 24 (75)                                            | 20 (68)                                            | 17 (63)                                            | 22 (72)                                            |
| Record baixes °C (°F)                              | 5 (41)                                             | 7 (45)                                             | 9 (48)                                             | 12 (54)                                            | 16 (61)                                            | 19 (66)                                            | 18 (64)                                            | 18 (64)                                            | 16 (61)                                            | 17 (63)                                            | 13 (55)                                            | 7 (45)                                             | 5 (41)                                             |
| Precipitació mm (inches)                           | 0 (0)                                              | 0 (0)                                              | 0 (0)                                              | 0 (0)                                              | 2.5 (0.1)                                          | 7 (0.28)                                           | 53 (2.09)                                          | 71 (2.8)                                           | 18 (0.71)                                          | 5 (0.2)                                            | 0 (0)                                              | 0 (0)                                              | 156,5 (6,16)                                       |
| Font: BBC Weather 2009 agost 21                    |                                                    |                                                    |                                                    |                                                    |                                                    |                                                    |                                                    |                                                    |                                                    |                                                    |                                                    |                                                    |                                                    |

## Política i govern

### Estructura de govern
El Sudan té un govern autoritari i, per tant, tot el poder polític recau en mans del President, Omar Hassan al-Bashir. Bashir i el seu partit polític controlen el govern des que ell va dirigir el cop militar el 30 de juny de 1989.
Des de 1983 fins al 1997, el país va ser dividit en cinc regions al nord i tres al sud, cadascuna d'elles encapçalada per un governador militar. Després del cop militar del 6 d'abril de 1985, les assemblees regionals es varen suspendre.
La segona guerra civil va acabar el 2005 amb un Acord General de Pau (l'Acord de Naivasha), que va suposar la redacció d'una nova constitució i li va donar autonomia a la que en aquell moment era la regió més al sud del país. En un referèndum dut a terme el gener de 2011, el sud del Sudan va autodeterminar-se i passant a denominar-se la República de Sudan del Sud. Fins al 2019 es va considerar una República Federal democràtica representativa presidencialista, malgrat el conegut control del Partit del Congrés Nacional sobre totes els estaments del país. Però l'11 d'abril de 2019, l'exèrcit sudanès va derrocar el fins llavors president, suspenent la Constitució i prometent eleccions en un termini de dos anys. El 25 d'octubre de 2021 el president del Consell Sobirà de Transició de Sudan, Abdelfatá al Burhan, va anunciar la dissolució d'aquest organisme, ratificant el cop d'estat perpetrat durant la matinada d'aquest dia, i la detenció del primer ministre Abdalá Hamdok.
El 15 d'abril de 2023 el grup paramilitar Forces d’Acció Ràpida (RSF), liderat per Mohamed Hamdan Dagalo (àlies «Hemedti»), i que normalment treballaven pel propi govern, es van enfrontar amb l'exèrcit regular enmig de les desavinences en el procés d'integració en un cos únic. Va prendre inicialment el control del palau presidencial, de l'aeroport internacional de Khartum, del Marawi al nord del país i el d'El Obeid, al sud. També van posar setge a una caserna a la ciutat de Mèroe, al nord. L'exèrcit regular va contraatacar sobretot amb aviació. Els ambaixadors dels EUA i Rússia van fer crides a aturar les hostilitats per part d'ambdós bàndols.

### Divisió administrativa

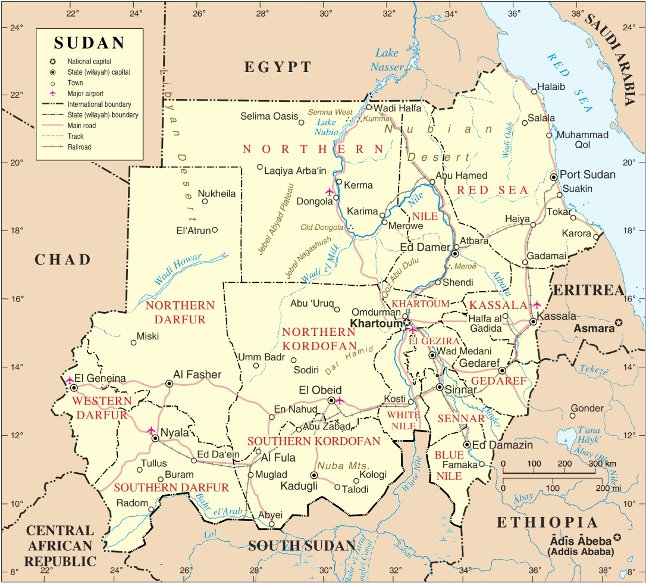
Mapa polític del Sudan

El Sudan està dividit actualment, després de la secessió de Sudan del Sud, en 15 estats. Aquest són (amb el nom en àrab entre parèntesis):
| - Shamal Darfur (Darfur del Nord) - Darfur de l'Oest (Gharb Darfur) - Darfur del Sud (Janob Darfur) - Gadarif (Al Qadarif) - Gezira (Al Jazirah) - Kassala (Ash Sharqiyah) - Khartum (Al Khartum) - Kordofan del Nord (Shamal Kurdufan) | - Kordofan del Sud (Janub Kurdufan) - Mar Roig (Al Bahr al Ahmar) - Nil Blau (An Nil al Azraq / Al Wustá) - Nil Blanc (An Nil al Abyad) - Nord (Ash Shamaliyah) - Riu Nil (Nahr an Nil) - Sennar |

- Sudan del Sud era una regió autònoma intermèdia entre els estats i el govern nacional. Arran dels acords amb les autoritats de Khartum el 2005, es va celebrar un referèndum sobiranista el gener del 2011 en el qual gairebé el 99% dels sudanesos del sud van votar a favor de la independència. Sudan del Sud és un estat independent des del 9 de juliol del 2011, el primer país a assolir la independència al segle XXI.
- Darfur és una regió de tres estats occidentals que actualment estan immersos en l'anomenat «Conflicte del Darfur».

## Economia
El Sudan és un país amb un alt índex de pobresa. La seva economia es basa en l'agricultura, que dona treball a més del 80% de la població. Té un deute extern molt alt, depèn de l'ajuda internacional i les contínues guerres fan impossible un pla de viabilitat, alhora que fan disparar la inflació. La sequera ha comportat diverses crisis de fam. Exporta or i petroli mitjançant empreses estrangeres. És el principal productor de goma aràbiga del món i el tercer productor de sucre de l'Àfrica.

## Geografia humana i societat

### Demografia
Al cens de 1993 hi havia 25 milions d'habitants si bé per causa de la guerra i els moviments de població es desconeix el nombre de pobladors actual. Aquestes persones pertanyen a més de 500 tribus, cadascuna amb les seves particularitats culturals, però predominen els grups provinents de la barreja dels àrabs i els nubians, per una banda, i els de raça negra, per l'altra. La primera comunitat practica l'Islam (el 70% del total) i usa com a llengua oficial l'àrab, que conviu amb altres idiomes nubians. La segona s'identifica amb ritus cristians o animistes i parla àrab i anglès com a llengües de cultura, amb una gran varietat de llengües locals per a la comunicació quotidiana.

#### Ciutats importants

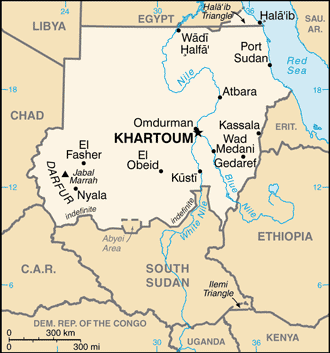
Mapa del Sudan

Segons el cens del 2005 les principals ciutats del Sudan o capitals provincials tenen la següent població:
| - Abu Fatma ? - Ad-Damazin 201.966 - Ad-Damir 96.540 - Ad-Du'ayn 165.056 - Ad-Duwaym 88.469 - Al-Fashir 255.344 - Al-Fulah 14.004 - Al-Junaynah 163.012 - Al-Manaqil 154.115 - Al-Nuhud 84.115 - Al-Qadarif 354.927 - Al-Ubayyid 396.172 - Atbara 103.734 - Bentiu 8.010 - Bor 28.176 | - Dongola (Dunqulah) 17.771 - Halfa al-Jadidah 86.375 - Juba 198.527 - Kaduqli 127.812 - Kassala 386.510 - Khartum 1.740.661 - Khartum Nord (Khartum Bahri) 1.723.081 - Kusti 306.721 - Malakal 110.046 - Nyala 496.695 - Omdurman (Umm Durman) 2.956.894 - Port Sudan (Bur Sudan) 504.868 - Rabak 117.208 - Rumbek 23.653 - Sedeinga ? | - Sennar 124.027 - Tonj 6.592 - Torit 16.560 - Uwayl 39.428 - Wad Madani 315.105 - Waw 110.039 - Yambio 35.000 |

### Etnografia

#### Tribus del Sudan
| - Arakeien - Abddallab - Ababda - Ashraf - Azande - Bataheen - Baggara - Bari - Beja - Berti - Bideiria Dahmshiia | - Danagla - Dinka - Fulbe - Fur - Hausa - Halfaween - Hamar - Hasania - Horefaen - Ja'Alin - Gaalin | - Luo - Kuku - Kinouz - Lahaweyen - Madis - Mahas - Manasir - Masalit - Mundari - Nuba - Nubian | - Nuer - Nyangwara - Nymang - Pojulu - Rashaida - Rubatab - Shaigiya - Shokrya - Zande - Zaghawa - Àrabs sudanesos | - Tama - Shilluk - Chollo |

| Tribu         | Situació               |
| Mahas         | nord                   |
| Pari          | est                    |
| Anuak         | centre-sud             |
| Bari          | Juba                   |
| Didinga       | est                    |
| Fula (Fulani) | Nil Balu, est i Tulus  |
| Kakwa         | sud-oest               |
| Lotuko        | est                    |
| madis         | est                    |
| Shilluk       | est                    |
| Toposa        | est                    |
| Nyangwara     | "Rokon, Sud del Sudan" |

### Llengües
Els idiomes més utilitzats són:
1. L'àrab al nord, l'est, l'oest i a les regions centrals, juntament amb les llengües tribals.
2. Idiomes tribals en tot el Sudan amb algunes persones cultes parlant l'anglès.

Segons la publicació de l'Ethnologue es parlen un total de 142 llengües al Sudan. Probablement menys. D'aquestes, 133 són llengües que es parlen actualment i són llengües vives, en canvi, 9 són llengües extintes. La lingua franca al sud del Sudan és una variant de l'àrab anomenat "Juba àrab", l'idioma anglès és utilitzat per l'elit educada.
Algunes tribus de l'Àfrica occidental com els Fallata, també coneguts com a Fulani i els hausa, han emigrat al Sudan en diverses ocasions, assentant-se en diverses regions, principalment al nord, amb la majoria de parla àrab, a més de les seves llengües natives.
La constitució del 2005, nomena com a llengües oficials del Sudan l'àrab i l'anglès:
| « | Article 8: 1. All indigenous languages of Sudan are national languages and shall be respected, developed and promoted. 2. Arabic is a widely spoken national language in Sudan. 3. Arabic, as a major language at the national level and English shall be the official working languages of the national government and the languages of instruction for higher education. 4. In addition to Arabic and English, the legislature of any sub-national level of government may adopt any other national language as an additional official working language at its level. 5. There shall be no discrimination against the use of either Arabic or English at any level of government or stage of education. | » |

A més a més de les dues llengües oficials, existeixen parlants de les llengües Nubian, parlants Haussa en tot els Estats Sudanesos, Ta Bedawie, diversos dialectes de Nilòtic i Paranilòtic, com també un bon nombre de llengües Dinka i Nuer.

### Religió
| Religió al Sudan | Religió al Sudan | Religió al Sudan | Religió al Sudan | Religió al Sudan |
| ---------------- | ---------------- | ---------------- | ---------------- | ---------------- |
| religió          |                  |                  | percentatge      |                  |
| Sunnisme (Islam) | Sunnisme (Islam) |                  | 70%              | 70%              |
| Animisme         | Animisme         |                  | 25%              | 25%              |
| Cristianisme     | Cristianisme     |                  | 5%               | 5%               |

S'estima que el 70% de la població segueix la religió islàmica. La resta de la població es consideren o bé animistes i seguidors de creences indígenes (25%) o bé cristians (5%). Les principals faccions cristianes presents al Sudan són els següents: l'Església Catòlica Romana, l'Església Episcopal del Sudan, l'Església presbiteriana del Sudan, i l'Església Ortodoxa Copta. El sud del Sudan té una de les taxes de creixement de població cristiana més elevades del món, i moltes noves esglésies s'estan construint a la regió sud.

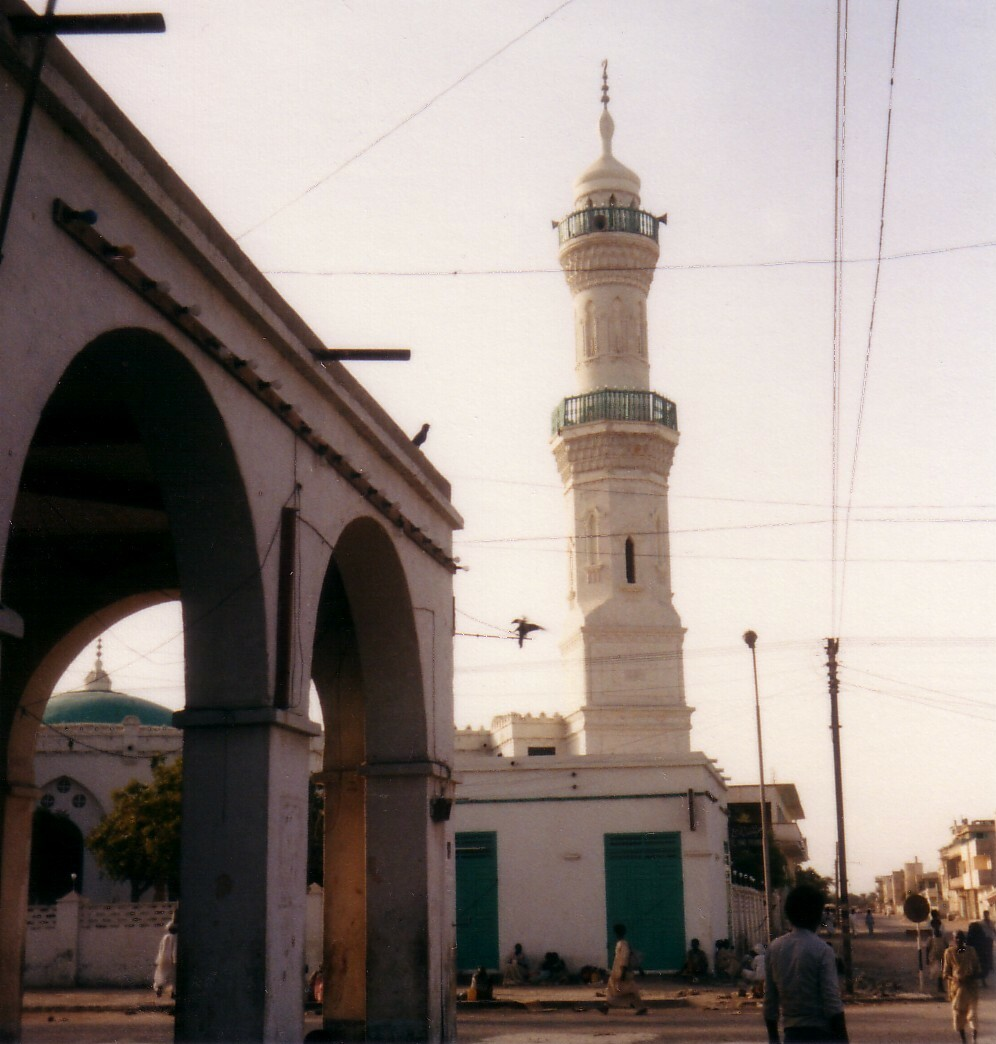
Minaret a Port Sudan

L'islam predomina al Nord, mentre que les creences tradicionals indígenes (animisme) i el cristianisme són freqüents al sud. Alguns líders musulmans estimen la població musulmana en més de 32 milions, o per sobre del 80 per cent de la població total. Gairebé tots els musulmans són sunnites, encara que existeixen diferències significatives entre els seguidors de diferents tradicions sunnites. Dues divisions populars, l'Ansar i la Khatmia, estan associades amb l'oposició Umma i Partits Democràtics Unionistes, respectivament. Hi ha una petita comunitat de musulmans xiïtes.
Els tradicionalistes es creu que són el segon grup religiós més gran del país, encara que hi ha informes que molts es van convertir al cristianisme o seguir una forma sincrètica d'aquestes dues creences religioses.
Els cristians són considerats com el tercer grup més gran. L'Església Catòlica Romana estima que hi ha uns sis milions de catòlics batejats, incloent-ho petites comunitats de melquites i maronites al nord.

### Educació

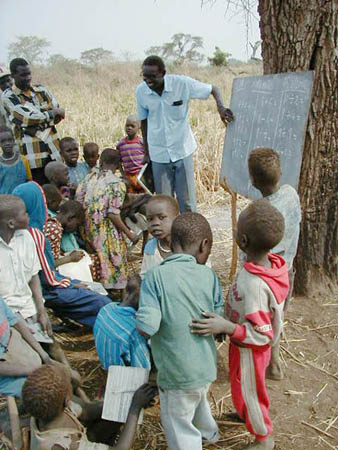
Escola d'un poble a Bahr el Ghazal, Sudan, el 2002

L'educació al Sudan és gratuïta i obligatòria per a nens de 6 a 13 anys. L'educació primària consta de vuit anys, seguits de tres anys d'educació secundària. L'escala educativa de 6 + 3 + 3 any es va canviar el 1990. L'idioma principal en tots els nivells és l'àrab. Les escoles es concentren en les zones urbanes, però moltes del sud o l'oest han estat danyades o destruïdes pel conflicte. El 2001, el Banc Mundial va estimar que la matriculació a primària va ser del 46 per cent dels alumnes escolaritzables i el 21 per cent dels estudiants de secundària. La inscripció és molt variable, caient per sota del 20 per cent en algunes províncies. Sudan té 19 universitats, on la instrucció és principalment en àrab. L'educació en els nivells secundari i universitari s'ha vist greument obstaculitzada per l'exigència que la majoria dels homes han de realitzar el servei militar abans de completar la seva educació.
Segons estimacions del Banc Mundial per al 2002, la taxa d'alfabetització en adults majors de 15 anys va ser de 60 per cent. El 2000, la xifra comparable va ser de gairebé el 58 per cent (69 per cent per als homes, el 46 per cent per a les dones), l'analfabetisme dels joves (15-24 anys) es va estimar en un 23 per cent.
Les principals institucions d'educació superior al Sudan són:
| - ComputerMan College For Computer Studies - Academy of Medical Sciences - Ahfad University for Women - Bayan Science and Technology College - Mycetoma Research Centre - Omdurman Ahlia University - Omdurman Islamic University |  | - Sudan University of Science and Technology - University of Gezira - University of Juba - University of Khartoum with the national library - University of Kordofan |  |